# Saint-Jouin-Bruneval
Saint-Jouin-Bruneval is een gemeente in het Franse departement Seine-Maritime (regio Normandië) en telt 1576 inwoners (1999). De plaats maakt deel uit van het arrondissement Le Havre.
Op 28 februari 1942 overmeesterde een Britse commando-eenheid een Duitse Würzburg radarinstallatie bij Bruneval. Deze actie staat bekend als de Bruneval Raid.

## Geografie
De oppervlakte van Saint-Jouin-Bruneval bedraagt 18,9 km², de bevolkingsdichtheid is 83,4 inwoners per km².
De onderstaande kaart toont de ligging van Saint-Jouin-Bruneval met de belangrijkste infrastructuur en aangrenzende gemeenten.

## Demografie
Onderstaande figuur toont het verloop van het inwonertal (bron: INSEE-tellingen).